# Elena Romagnolo
Elena Romagnolo (Borgosesia, 5 ottobre 1982) è una mezzofondista e siepista italiana.
In carriera ha vinto 7 titoli italiani assoluti in 5 specialità diverse.
È stata finalista in due edizioni delle Olimpiadi: Pechino 2008 (3000 m siepi) e Londra 2012 (5000 m); inoltre ha vinto cinque medaglie in tre diverse competizioni: un argento ai Mondiali militari di corsa campestre, un oro ed un argento nella Coppa Europa dei 10000 metri, un argento ed un bronzo ai Giochi del Mediterraneo.
Detiene il record nazionale dei 3000 metri siepi.

## Biografia

### Gli inizi e l'esordio agli assoluti con la prima medaglia
Esordio agli assoluti, sia indoor che outdoor, nel 2002: batteria sugli 800 m al coperto e medaglia di bronzo all'aperto con la staffetta 4x400 m.

### 2003-2005: primo titolo italiano assoluto
L'anno dopo, 2003, giunge sesta sui 1500 m agli assoluti indoor, mentre diventa vicecampionessa in staffetta con la 4x400 m all'aperto.
Nel 2004, entrambe le volte sui 1500 m agli assoluti, vince l'argento indoor e finisce quarta all'aperto.
L'anno seguente, 2005, ottiene il quarto posto nei 1500 m agli assoluti indoor e vince il suo primo titolo assoluto sui 3000 m siepi.
Nel 2006 entra a far parte del Centro sportivo olimpico dell'Esercito.

### 2006-2008: argento ai mondiali militari di corsa campestre, esordio con la Nazionale assoluta e tris di titoli assoluti sui 3000 metri siepi
Nel 2006 arriva quarta sia nei 3000 m agli assoluti indoor (era iscritta anche sui 1500 m, ma non ha gareggiato) che agli assoluti di corsa campestre; agli assoluti di Torino vince il secondo titolo di fila sui 3000 m siepi (pur tra le partecipanti nei 1500 m, non gareggia).
Due prime volte nel 2006 in ambito internazionale: prima manifestazione seniores per lei che partecipa ai Mondiali militari di corsa campestre in Tunisia a Tunisi terminando all'ottavo posto e vincendo la medaglia d'argento nella classifica a squadre; esordio con la Nazionale assoluta agli Europei svedesi a Göteborg (uscendo in semifinale sui 3000 m siepi) e poi gareggia anche agli Europei di corsa campestre tenutisi in Italia a San Giorgio su Legnano (trentatreesima e sesta nella classifica a squadre).
Poker di medaglie agli assoluti nel 2007: argento agli indoor sui 3000 m (era iscritta sui 1500 m, ma non ha gareggiato), bronzo sia nella corsa campestre che nei 1500 agli outdoor ed terzo oro di fila sui 3000 m siepi.
Due manifestazioni internazionali di corsa campestre nello stesso anno: ventisettesima ai Mondiali di Mombasa in Kenya, trentaduesima classificata e sesta di squadra agli Europei spagnoli a Toro.
Nei 3000 m siepi ha ottenuto la vittoria nella First League di Coppa Europa svoltasi a Milano nel 2007, facendo registrare anche il nuovo record italiano, che verrà nuovamente limato nel maggio e poi ancora nel luglio 2008 prima a Neerpelt (Belgio) e poi ad Atene (Grecia) nel corso di due gare internazionali che la vedranno posizionarsi rispettivamente al 6º e al 7º posto al mondo.
Nel 2007 ha anche partecipato ai Mondiali di Osaka in Giappone, dove ha concluso la finale all'11º posto. L'anno seguente, in Cina a Pechino, prende parte alla sua prima Olimpiade: nella semifinale ritocca il record italiano (9'27"48). Due giorni dopo si classifica all'11º posto nella gara di finale. Settima sui 3000 m siepi a Praga in Repubblica Ceca in Coppa Europa.
Tris di medaglie agli assoluti nel 2008: argento sia nella corsa campestre che nei 3000 m indoor (era iscritta sui 1500 m, ma non ha gareggiato), oro sui 5000 m all'aperto (era tra le partecipanti nei 3000 m siepi, ma non ha gareggiato).
Due competizioni internazionali di corsa campestre nel medesimo anno: trentaduesima ai Mondiali di Edimburgo in Scozia e poi decima classificata e sesta di squadra agli Europei in Belgio a Bruxelles. Quarta sui 3000 m siepi in Francia ad Annecy in Coppa Europa.

### 2009-2010: doppietta di titoli assoluti ed argento ai Giochi del Mediterraneo
Doppietta di titoli assoluti nel 2009: 3000 m indoor e 1500 m outdoor; inoltre agli assoluti di corsa campestre era tra le partecipanti, ma non ha gareggiato; così come era iscritta anche sui 5000 m agli assoluti di Milano, ma non ha gareggiato.
Fuori in batteria sui 3000 m agli Europei indoor italiani di Torino; argento sui 5000 m ai XVI Giochi del Mediterraneo, sempre in Italia, a Pescara; tredicesima nell'individuale e quinta nella classifica a squadre agli Europei di corsa campestre a Dublino in Irlanda. Nello stesso anno corre ai Mondiali tedeschi di Berlino sui 3000 m siepi, dove però non conquista la finale.
Oro agli assoluti di corsa campestre ed argento nei 1500 m agli assoluti nel 2010, inoltre era iscritta sui 3000 m agli assoluti indoor, ma non ha gareggiato.
Ventiquattresima classificata ai Mondiali di corsa campestre a Bydgoszcz in Polonia. Agli Europei di Barcellona in Spagna ottiene un buon quinto posto con il tempo di 15'14"40. Sesta sui 3000 m siepi a Bergen in Norvegia all'Europeo per nazioni.

### 2011-2013: oro ed argento in Coppa Europa 10000 metri, olimpiadi londinesi, bronzo ai Giochi del Mediterraneo
È stata assente agli assoluti indoor sia nel 2011 che nel 2012; argento agli assoluti 2011 sui 5000 m e quarta nella corsa campestre del 2012 anno in cui pur essendo tra le partecipanti agli assoluti sia nei 1500 che sui 5000 m, non ha gareggiato in entrambe.
2011, cinquantunesimo posto individuale e quattordicesimo di squadra ai Mondiali di corsa campestre in Spagna a Punta Umbría; ad Oslo in Norvegia giunge nona nella Coppa Europa dei 10000 m e vince l'oro nella classifica a squadre.
2012, decima in Coppa Europa dei 10000 m ed argento nella classifica a squadre a Bilbao in Spagna.
Nel 2012 partecipa agli Europei di Helsinki in Finlandia, dove si classifica ottava nei 10000 m e nona nei 5000 m. Al Golden Gala di Roma corre i 5000 m in 15'19"78, e ottiene il minimo olimpico A che le permette di partecipare alle Olimpiadi di Londra. A Londra conquista la finale con il tempo di 15'06"30, suo primato personale; in finale si classifica quindicesima.
Era iscritta sui 3000 m agli assoluti indoor nel 2013, ma non ha gareggiato così come anche è successo agli assoluti di corsa campestre. Invece agli assoluti non è partita sui 1500 m, mentre è stata vicecampionessa nei 5000 m.
Trentaquattresima individuale e quarta di squadra agli Europei di corsa campestre in Serbia a Belgrado. Medaglia di bronzo ai XVII Giochi del Mediterraneo a Mersin in Turchia. Quinta sui 5000 m all'Europeo per nazioni di Gateshead in Gran Bretagna.

### 2014-2015: assenza agli assoluti ed europei di corsa campestre
È stata assente agli assoluti del 2014 (sia indoor che outdoor) ed a quelli indoor del 2015.
Sedicesima individuale e quinta di squadra agli Europei di corsa campestre a Samokov in Bulgaria nel 2014.

## Curiosità
- Ha preso parte a 7 edizioni di Coppa Europa/Europeo per nazioni (miglior piazzamento, una volta seconda in First League) ed a 5 edizioni del Cross Campaccio (migliori piazzamenti, due volte seconda ed una volta terza).
- Da quando nel 2001 la specialità dei 3000 m siepi è stata inserita nei campionati italiani assoluti, Elena Romagnolo è stata la prima a vincere tre titoli di fila (dal 2005 al 2007) eguagliata nel tris consecutivo da Valentina Costanza (dal 2010 al 2012).
- Detiene 14 dei primi 20 migliori tempi italiani femminili all-time sui 3000 m siepi; i restanti 6 sono di Giulia Martinelli (2), Emma Quaglia, Valeria Roffino e Marzena Michalska (2)[2].

## Record nazionali
- 3000 metri siepi: 9'27"48 ( Pechino, 15 agosto 2008)[3]

## Progressione

### 1500 metri piani
| Stagione | Tempo   | Luogo              | Data      | Rank. Mond. |
| -------- | ------- | ------------------ | --------- | ----------- |
| 2013     | 4'09"21 | Lignano Sabbiadoro | 16-7-2013 |             |
| 2012     | 4'15"57 | Velenje            | 14-6-2012 |             |
| 2010     | 4'06"03 | Barcellona         | 9-7-2010  |             |
| 2009     | 4'07"98 | Varsavia           | 7-6-2009  |             |
| 2007     | 4'18"07 | Padova             | 27-7-2007 |             |
| 2006     | 4'20"16 | Conegliano         | 26-5-2006 |             |
| 2005     | 4'17"03 | Milano             | 1-6-2005  |             |
| 2004     | 4'21"54 | Firenze            | 11-7-2004 |             |

### 3000 metri piani
| Stagione | Tempo   | Luogo     | Data      | Rank. Mond. |
| -------- | ------- | --------- | --------- | ----------- |
| 2012     | 8'58"37 | Lucerna   | 17-7-2012 |             |
| 2011     | 9'16"32 | Arzana    | 30-7-2011 |             |
| 2009     | 9'02"14 | Saragozza | 18-7-2009 |             |
| 2007     | 9'08"62 | Nembro    | 20-7-2007 |             |
| 2006     | 9'17"88 | Trento    | 16-9-2006 |             |
| 2005     | 9'18"11 | Torino    | 3-6-2005  |             |

### 5000 metri piani
| Stagione | Tempo    | Luogo          | Data      | Rank. Mond. |
| -------- | -------- | -------------- | --------- | ----------- |
| 2013     | 15'38"19 | Hengelo        | 8-6-2013  |             |
| 2012     | 15'06"38 | Londra         | 7-8-2012  |             |
| 2011     | 15'39"71 | Heusden-Zolder | 16-7-2011 |             |
| 2010     | 15'14"40 | Barcellona     | 1-8-2010  |             |
| 2009     | 15'13"19 | Pescara        | 1-7-2009  |             |
| 2008     | 15'34"07 | Firenze        | 28-6-2008 |             |
| 2005     | 16'14"17 | Cesenatico     | 12-6-2005 |             |

### 3000 metri siepi
| Stagione | Tempo    | Luogo     | Data      | Rank. Mond. |
| -------- | -------- | --------- | --------- | ----------- |
| 2010     | 9'45"19  | Bergen    | 19-6-2010 |             |
| 2009     | 9'39"49  | Pescara   | 23-5-2009 |             |
| 2008     | 9'27"48  | Pechino   | 15-8-2008 |             |
| 2007     | 9'41"11  | Milano    | 23-6-2007 |             |
| 2006     | 9'52"38  | Göteborg  | 10-8-2006 |             |
| 2005     | 10'05"76 | Viareggio | 27-7-2005 |             |

## Palmarès
| Anno | Manifestazione                       | Sede                   | Evento               | Risultato  | Prestazione | Note   |
| ---- | ------------------------------------ | ---------------------- | -------------------- | ---------- | ----------- | ------ |
| 2006 | Mondiali militari di corsa campestre | Tunisi                 | Individuale          | 8ª         | 15'01       | [ 4 ]  |
| 2006 | Mondiali militari di corsa campestre | Tunisi                 | Classifica a squadre | Argento    | 29 punti    | [ 4 ]  |
| 2006 | Europei                              | Göteborg               | 3000 m siepi         | Semifinale | 9'52"38     | [ 5 ]  |
| 2006 | Europei di corsa campestre           | San Giorgio su Legnano | Individuale          | 33ª        | 26”46       | [ 6 ]  |
| 2006 | Europei di corsa campestre           | San Giorgio su Legnano | Classifica a squadre | 6ª         | 96 punti    | [ 7 ]  |
| 2007 | Mondiali di corsa campestre          | Mombasa                | Individuale          | 27ª        | 29'24       | [ 8 ]  |
| 2007 | Mondiali                             | Osaka                  | 3000 m siepi         | Batteria   | 9'50"79     | [ 8 ]  |
| 2007 | Europei di corsa campestre           | Toro                   | Individuale          | 32ª        | 28’33       | [ 9 ]  |
| 2007 | Europei di corsa campestre           | Toro                   | Classifica a squadre | 6ª         | 140 punti   | [ 10 ] |
| 2008 | Mondiali di corsa campestre          | Edimburgo              | Individuale          | 32ª        | 27'06       | [ 8 ]  |
| 2008 | Giochi olimpici                      | Pechino                | 3000 m siepi         | 10ª        | 9'30"04     | [ 8 ]  |
| 2008 | Europei di corsa campestre           | Bruxelles              | Individuale          | 10ª        | 28'39       | [ 11 ] |
| 2008 | Europei di corsa campestre           | Bruxelles              | Classifica a squadre | 6ª         | 119 punti   | [ 12 ] |
| 2009 | Europei indoor                       | Torino                 | 3000 m piani         | Batteria   | 9'05"60     | [ 13 ] |
| 2009 | Giochi del Mediterraneo              | Pescara                | 5000 m piani         | Argento    | 15'13"19    | [ 13 ] |
| 2009 | Mondiali                             | Berlino                | 3000 m siepi         | Batteria   | 9'56"61     | [ 8 ]  |
| 2009 | Europei di corsa campestre           | Dublino                | Individuale          | 13ª        | 28’52       | [ 14 ] |
| 2009 | Europei di corsa campestre           | Dublino                | Classifica a squadre | 5ª         | 103 punti   | [ 15 ] |
| 2010 | Mondiali di corsa campestre          | Bydgoszcz              | Individuale          | 24ª        | 26'17       | [ 8 ]  |
| 2010 | Europei                              | Barcellona             | 5000 m piani         | 5ª         | 15'14"40    | [ 16 ] |
| 2011 | Mondiali di corsa campestre          | Punta Umbría           | Individuale          | 51ª        | 27'31       | [ 8 ]  |
| 2011 | Mondiali di corsa campestre          | Punta Umbría           | Classifica a squadre | 14ª        | 249 punti   | [ 17 ] |
| 2012 | Europei                              | Helsinki               | 5000 m piani         | 9ª         | 15'24"38    | [ 18 ] |
| 2012 | Europei                              | Helsinki               | 10000 m piani        | 8ª         | 32'42"31    | [ 18 ] |
| 2012 | Giochi olimpici                      | Londra                 | 5000 m piani         | 15ª        | 15'35"69    | [ 8 ]  |
| 2013 | Europei di corsa campestre           | Belgrado               | Individuale          | 34ª        | 28”07       | [ 19 ] |
| 2013 | Europei di corsa campestre           | Belgrado               | Classifica a squadre | 4ª         | 97 punti    | [ 20 ] |
| 2013 | Giochi del Mediterraneo              | Mersin                 | 5000 m piani         | Bronzo     | 16'11"17    | [ 21 ] |
| 2014 | Europei di corsa campestre           | Samokov                | Individuale          | 16ª        | 29'33       | [ 22 ] |
| 2014 | Europei di corsa campestre           | Samokov                | Classifica a squadre | 5ª         | 112 punti   | [ 23 ] |

## Campionati nazionali
- 1 volta campionessa assoluta di corsa campestre (2010)
- 1 volta campionessa assoluta dei 1500 m (2009)
- 1 volta campionessa assoluta indoor sui 3000 m (2009)
- 1 volta campionessa assoluta dei 5000 m (2008)
- 3 volte campionessa assoluta sui 3000 m siepi (2005, 2006, 2007)

2002
- In batteria ai Campionati italiani assoluti indoor, (Genova), 800 m - 2'10"40[24]
- Bronzo ai Campionati italiani assoluti, (Viareggio), 4x400 m - 3'46"20[25]

2003
- 6ª ai Campionati italiani assoluti indoor, (Genova), 1500 m - 4'27"19[26]
- Bronzo ai Campionati italiani assoluti, (Rieti),
4x400 m - 3'47"07[27]

2004
- Argento ai Campionati italiani assoluti indoor, (Genova), 1500 m - 4'30"67[28]
- 4ª ai Campionati italiani assoluti, (Firenze),
1500 m - 4'21"54[29]

2005
- 4ª ai Campionati italiani assoluti indoor, (Ancona), 1500 m - 4'20"65[30]
- Oro ai Campionati italiani assoluti, (Bressanone), 3000 m siepi - 10'22"25[31]

2006
- 4ª ai Campionati italiani assoluti indoor, (Ancona),  3000 m - 9'16"85[32]
- 4ª ai Campionati italiani assoluti di corsa campestre, (Lanciano), 4 km - 13'00[33]
- Oro ai Campionati italiani assoluti, (Torino),
3000 m siepi - 10'05"47[34]

2007
- Argento ai Campionati italiani assoluti indoor, (Ancona), 3000 m - 9'05"91[35]
- Bronzo ai Campionati italiani assoluti di corsa campestre, (Villa Lagarina), 7810 m - 27'23[36]
- Bronzo ai Campionati italiani assoluti, (Padova), 1500 m - 4'18"07[37]
- Oro ai Campionati italiani assoluti, (Padova),
3000 m siepi - 9'51"93[38]

2008
- Argento ai Campionati italiani assoluti di corsa campestre, (Carpi), 7 km - 24'26[39]
- Argento ai Campionati italiani assoluti indoor, (Genova), 3000 m - 8'59"73[40]
- Oro ai Campionati italiani assoluti, (Cagliari),
5000 m - 15'55"79[41]

2009
- Oro ai Campionati italiani assoluti indoor, (Torino), 3000 m - 8'54"14[42]
- Oro ai Campionati italiani assoluti, (Milano),
1500 m - 4'13"65[43]

2010
- Oro ai Campionati italiani assoluti di corsa campestre, (Formello), 8 km - 29'08[44]
- Argento ai Campionati italiani assoluti, (Grosseto), 1500 m - 4'10"59[45]

2011
- Argento ai Campionati italiani assoluti, (Torino), 5000 m - 15'54"73[46]

2012
- 4ª ai Campionati italiani assoluti di corsa campestre, (Borgo Valsugana), 8 km - 28'42[47]

2013
- In finale ai Campionati italiani assoluti, (Milano),
1500 m - dns[48]
- Argento ai Campionati italiani assoluti, (Milano), 5000 m - 16'13"11[49]

2018
- Argento ai campionati italiani di 10 km su strada - 35'01"

## Altre competizioni internazionali
2006
- 7ª in Coppa Europa, ( Praga),
3000 m siepi - 10'31"37[5]

2007
- 2ª in Coppa Europa, ( Milano),
3000 m siepi - 9'41"11[50]

2008
- Bronzo al Cross Campaccio,
( San Giorgio su Legnano), 6 km - 20'17[51]
- 4ª in Coppa Europa, ( Annecy),
3000 m siepi - 9'40"59[52]

2009
- Argento al Cross Campaccio,
( San Giorgio su Legnano), 6 km - 21'02[53]

2010
- Argento al Cross Campaccio,
( San Giorgio su Legnano), 6 km - 20'25[54]
- 6ª all'Europeo per nazioni, ( Bergen),
3000 m siepi - 9'14"19[16]

2011
- 9ª in Coppa Europa 10000 m, ( Oslo), 10000 m - 32'48"25[55] (oro nella classifica a squadre)

2012
- 11ª al Cross Campaccio,
( San Giorgio su Legnano), 6 km - 21'20[56]
- 10ª in Coppa Europa 10000 m, ( Bilbao), 10000 m - 32'39"12 (argento nella classifica a squadre)[18]

2013
- 12ª al Cross Campaccio,
( San Giorgio su Legnano), 6 km - 21'07[57]
- 5ª all'Europeo per nazioni, ( Gateshead),
5000 m - 15'43"11[21]